# Pedro Murillo Velarde
Pedro Murillo Velarde (* 6. August 1696 in Villa Laujar, Almería; † 30. November 1753 in El Puerto de Santa María, Cádiz) war ein spanischer Jesuit und Autor geografischer und historischer Schriften über die Philippinen.

## Leben
Pedro Murillo Velarde stammte aus einer adeligen Familie; sein Onkel war seit 1724 Bischof von Pamplona. Nach Studien in Murcia, Toledo sowie an den Universitäten von Granada und Salamanca trat er 1718 in den Jesuitenorden ein, der ihn 1719 bis 1723 an die Universität von Alcala de Henares zum Abschluss seiner theologischen Ausbildung schickte. 1721 trat er in die Philippinenmission des Ordens ein; im damals spanischen Manila wurde er Dozent am dortigen Colegio San José des Ordens und lehrte gleichzeitig an der Universität Kirchen- und Zivilrecht, was er auch später an seinem zur Universität erhobenen Colegio San José tat.
Murillo Velarde war nicht nur ein in den Philippinen, in Neuspanien (Mexiko) und in Spanien anerkannter Jurist, sondern betätigte sich auch schriftstellerisch auf den Gebieten Musik, Dichtkunst, Kartographie und Geschichte und verfasste religiöse Unterweisungen und Katechismen. In seinen Briefen beschreibt er schonungslos und fast schon komisch in seiner Resignation die Schwächen der einheimischen Filipinos. Sein Hauptwerk ist die zehnbändige Geographia Historica, in der sich auch die erste umfassende Karte der Philippinen aus dem Jahr 1734 befindet.

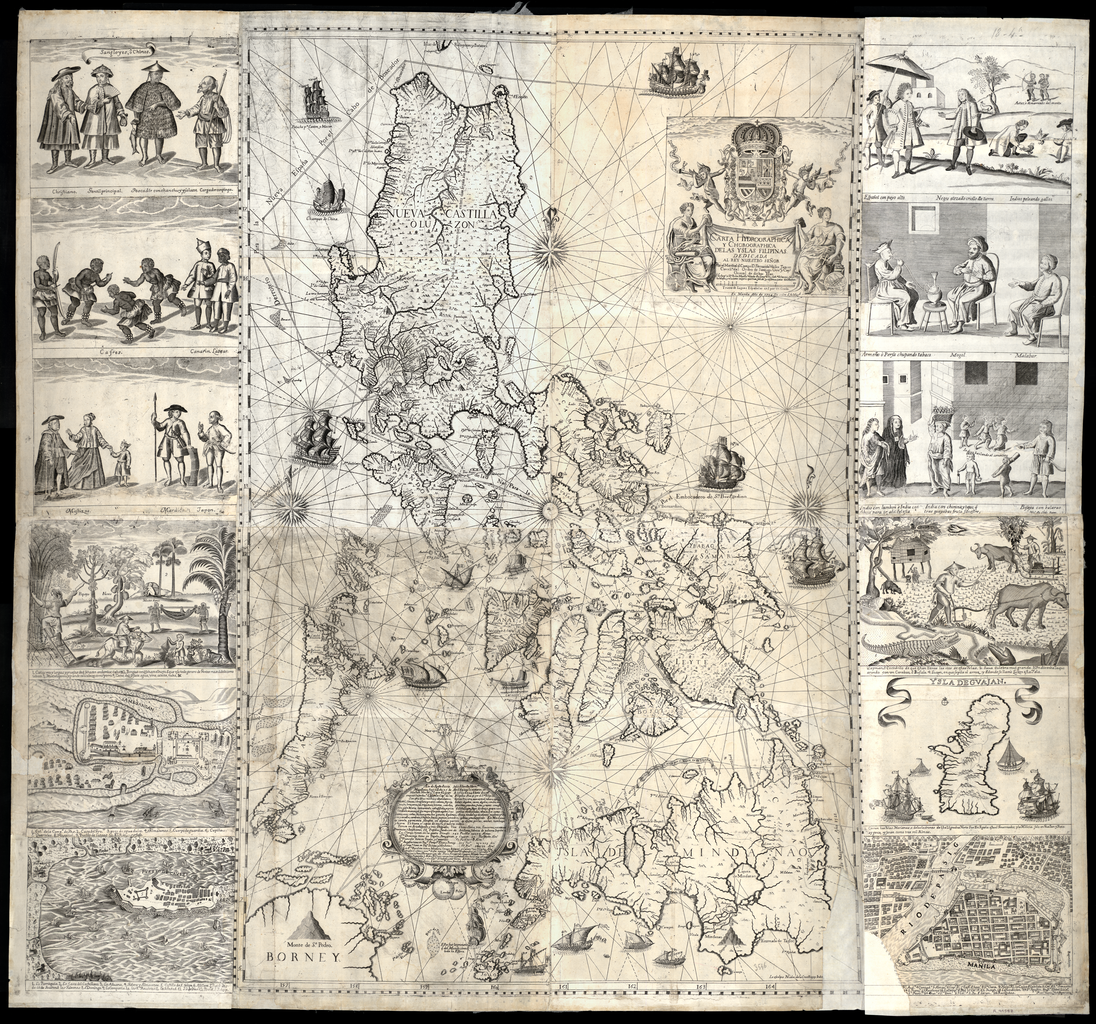
Murillo Velarde/Nicolas de la Cruz Bagay: Carta Hydrographica... von 1734

Murillo Velarde erfüllte für seinen Orden auf den Philippinen verschiedene Aufgaben. So war er Sekretär der Jesuitenprovinz der Philippinen, calificador (Beauftragter) des Heiligen Offiziums für die Buchzensur und Vizerektor des Noviziats San Pedro de Macati in Manila. Später wurde er Rektor der Jesuitenniederlassung von Antipolo nahe bei Manila, Visitador der Missionen der südlichen Insel Mindanao und Prokurator (Bevollmächtigter) seiner Ordensprovinz bei der Kurie in Rom und Madrid.
Er starb auf dem Rückweg zu den Philippinen im Spital von El Puerto de Santa Maria.

## Veröffentlichungen (Auswahl)
- Cursus juris canonici, hispani et indici, Madrid 1743.
- Historia de la provincia de Philipinas de la Compañia de Jesus, Manila 1749.
- Geographica historica, Madrid 1752 in zehn Bänden; sie enthält die erste ausführliche wissenschaftliche Karte der Philippinen, die auf Anregung des Gouverneurs der Philippinen von 1729 bis 1739, Fernando de Valdés y Tamón (1681–vor 1742), im Jahr 1734 entstand. Die technische Ausführung der Karte oblag dem Filipino Francisco Suarez, der mit „Indio tagalo“ (tagálogsprachiger Indio) signierte, und vor allem dem Kupferstecher Nicolas dela Cruz Bagay, der die Druckplatte anfertigte.